# Friss Wikipédia-szerkesztések térképe
A friss Wikipédia-szerkesztések térképe (Wikipedia Recent Changes Map) 2013. május elején indult új weblap. A weblap és az azt működtető nyílt forráskódú, a GitHub kollaborációs portálon elérhető program Stephen LaPorte és Mahmoud Hashemi programozók alkotása.
A weblap egy világtérképet és egy szöveges listát tartalmaz. A lista valós időben jelzi az angol nyelvű Wikipédia legfrissebb változtatásait, és feltünteti azt is, hogy a friss szerkesztések a világ melyik pontján keletkeznek. A világtérkép ugyanezt az információt grafikusan szemlélteti. Az alapértelmezett angol mellett az induláskor hat másik nyelvű (német, orosz, japán, spanyol, francia és indonéz) Wikipédia friss szerkesztéseit lehetett követni az eszközzel. Jelenleg 29 Wikipédiát figyel, a harmincadik a Wikidata. A magyar Wikipédia friss változtatásai egyelőre nem figyelhetők így.

## Működése
A Wikipédia adatvédelmi irányelveinek megfelelően a bejelentkezett felhasználók IP-címe nem nyilvános, tartózkodási helyük pedig nem része a regisztrációnak. Emiatt az eszköz csak a be nem jelentkezett szerkesztők tartózkodási helyét tudja meghatározni és térképen ábrázolni. (Ezek a szerkesztők az angol Wikipédia szerkesztéseinek mintegy 15 százalékát adják.) A helymeghatározás az anonim felhasználók IP-címének geolokációjával történik. A megvalósításhoz a D3 (Data Driven Documents) JavaScript könyvtárat, a datamaps-world.js térképkészítő programot és a freegeoip.net ingyenes geolokációs szolgáltatást használták fel a programozók. Az adatokat a Wikimedia friss változtatásokat listázó IRC-csatornájáról olvassák be.